# Daniel Szczenia
Daniel Szczenia (ros. Даниил Васильевич Щеня) (? – † 1519) – książę, bojar i wojewoda, jeden z głównych dowódców wojskowych Wielkiego Księstwa Moskiewskiego podczas panowania Iwana III i Wasyla III.
Daniel Szczenia pochodził z książęcego rodu litewskich Giedyminowiczów, jego prapradziadek osiedlił się w Moskwie i ożenił z siostrą wielkiego księcia. W 1489 roku, książę Daniel i jego armia licząca 64 000 zbrojnych obległa i zdobyła miasto Wiatka (obecny Kirow), którego mieszkańcy często grabili północne obszary moskiewskie. Wszyscy mieszkańcy Wiatki zostali przesiedleni do różnych miast Księstwa Moskiewskiego, najzdolniejsi natomiast zostali osadzeni w Moskwie.
Szczenia wziął aktywny udział w utarczkach granicznych i potyczkach zbrojnych, które poprzedzały wojnę z Wielkim Księstwem Litewskiem. W 1493 roku, Szczenia i jego krewniak, książę Wasyl Patrikijew, zdobyli miasto Wiaźma. Podczas wojny moskiewsko-szwedzkiej w latach 1496–1499 jego armia spustoszyła Finlandię. W dniu 14 lipca 1500 roku, pod dowództwem księcia Daniela Chołmskiego, Szczenia pokonał i pojmał hetmana wielkiego litewskiego Konstantego Ostrogskiego w bitwie nad brzegami Wiedroszy. W 1501 jednakże, armia Szczenii została pobita niedaleko Izborska przez Woltera von Plettenberga, krajowego mistrza Inflant zakonu krzyżackiego, sojusznika litewskiego księcia Aleksandra Jagiellończyka. W 1508 roku oblegał Orszę. W tym samym roku Szczenia został pierwszym wojewodą Moskwy po upadku Daniela Chołmskiego. W 1514 Szczenia ukoronował swoją karierę wojskową zdobywając Smoleńsk z rąk Litwinów.